# Puszkarstwo

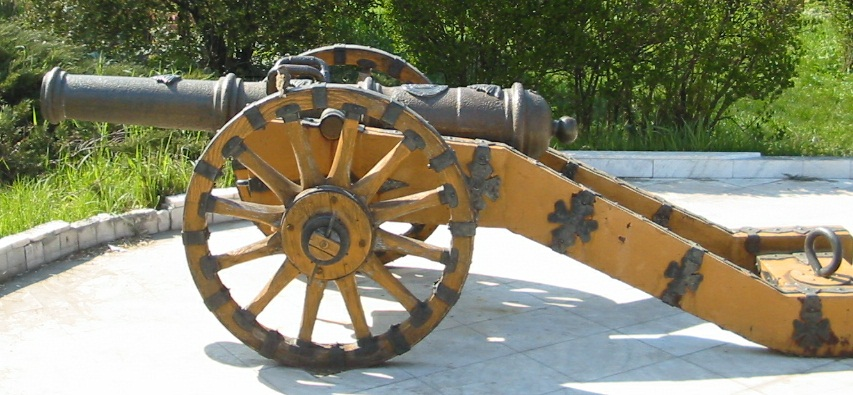
W XV-XVII wieku puszkarz zajmował się wyrobem armat

Puszkarz – określenie zawodu funkcjonujące w XV-XVII wieku w Polsce. Zawód zanikł w XIX wieku. W dawnej Rzeczypospolitej puszkarzem nazywano rzemieślnika wyrabiającego broń palną, w szczególności armaty i działa ze spiżu. Nazwa rzemiosła pochodzi od puszki, czyli ogólnego określenia broni palnej używanego w Polsce w XV oraz na początku XVI wieku.
Na ziemiach polskich rzemiosło pojawiło się w XV wieku. Największymi ośrodkami produkcji puszkarskiej były Kraków, Gdańsk, a na Śląsku Świdnica. W większości miast puszkarze wchodzili w skład zbiorowych cechów metalowych. W latach 1622–1631 powstał w Gdańsku odrębny cech puszkarzy, rusznikarzy i łożowników, zwanych także szychterzami.
W czasach późniejszych nazwa zawodu przeszła na obsługujących działa artylerzystów. Puszkarze zajmowali się wówczas nakierowaniem i strzelaniem z dział, w szczególności bombard. Do ich obowiązków należało także ładowanie prochem, czyszczenie i przygotowywanie dział do nabicia. W średniowieczu żołd wyszkolonego w obsługiwaniu działa puszkarza należał do najwyższych w ówczesnej wojskowości, przewyższając nawet zapłatę dla zaciężnego kopijnika w pełnej zbroi.
Współcześnie terminu puszkarstwo używa się wymiennie z rusznikarstwem, a także z takimi pojęciami jak: rzemiosło artystyczne, odlewanie i obróbka przedmiotów z brązu, spiżu, miedzi i mosiądzu oraz z terminem ludwisarstwo.